# Консультирование
Консульти́рование, также конса́лтинг (от англ. consulting — консультация) — консультирование руководителей предприятий по широкому кругу вопросов в сфере финансовой, юридической, технологической, технической, экспертной деятельности, оказываемое внешними консультантами для решения той или иной проблемы. Консалтинговые компании специализируются по отдельным направлениям деятельности (например, по финансовому, по кадровому, по юридическому, по маркетинговому, по организационному, по стратегическому планированию и проч.).
Основная задача консалтинга заключается в анализе, обосновании перспектив развития и использования научно-технических и организационно-экономических решений с учётом предметной области и проблем клиента.
Консультант — специалист в той или иной области, оказывающий консультационные услуги.

## Цели и задачи
Консалтинговые фирмы предоставляют услуги по исследованию и прогнозированию рынка (товаров, услуг, лицензий ценных бумаг), цен; по разработке технико-экономических обоснований на различные объекты; проведению маркетинговых исследований; разработке экспортной стратегии и т. д. Консалтинг может также состоять в подготовке пакетов учредительных документов при создании новых организаций.
Консультирование управленцев требуется тогда, когда:
- компания нуждается в свежих идеях;
- компания нуждается в опыте и знаниях;
- в руководстве компании нет согласия по важному вопросу, и требуется мнение извне, чтобы получить объективный совет;
- компании нужна помощь для завершения какого-либо проекта;
- из-за недостатков внутрикорпоративных коммуникаций компании нужен специалист, способный стать связующим звеном между уровнями и подразделениями[4].

## Виды консалтинга
По методу:
- Экспертный консалтинг
- Процессный консалтинг
- Обучающий консалтинг

По предмету:
- IT-консалтинг
- Управленческий консалтинг
- Маркетинговый консалтинг
- Экологический консалтинг
- HR-консалтинг
- Юридический консалтинг
- Политический консалтинг
- Консалтинг в области корпоративного обучения
- Военный консалтинг
- Стратегический консалтинг
- Экспорт-консалтинг

По локализации:
- Внешний консалтинг
- Внутренний консалтинг
- Международный консалтинг